# Urgench
Urgench (in uzbeco Urganch, in russo Ургенч?, Urgenč) è una città dell'Uzbekistan settentrionale con una popolazione (1999) di 139 100 abitanti. È la capitale della regione di Xorazm (Khorezm), sul fiume Amu Darya, attraversata dal canale Shavat. La città si trova a 450 km ad ovest di Bukhara, attraverso il deserto Kyzyl Kum. Si trova a 91 m sul livello del mare, a 41°32′60 N e 60°37′60 E.
La storia della città non deve essere confusa con Konya-Urgench (anche detta "Vecchia Urgench" o "Gurgench") in Turkmenistan. La città di Vecchia Urgench fu rilocata a Urgench dopo il cambio del corso del fiume Amu Darya, nel XVI secolo, lasciando la vecchia città a secco. La nuova Urgench fu un centro per il commercio del canato di Khiva.
La moderna città è in stile sovietico, ricca di monumenti sovietici che adornano ogni angolo della città. A 35 km si trova l'antica città di Khiva, conosciuta come Itchan Kala, la cui città vecchia è stata inserita nella lista dei patrimoni mondiali dell'umanità dell'UNESCO.

## Clima
| Urgench (1991-2020) Fonte: | Mesi         | Mesi         | Mesi         | Mesi        | Mesi        | Mesi        | Mesi        | Mesi        | Mesi        | Mesi         | Mesi         | Mesi         | Stagioni | Stagioni | Stagioni | Stagioni | Anno  |
| Urgench (1991-2020) Fonte: | Gen          | Feb          | Mar          | Apr         | Mag         | Giu         | Lug         | Ago         | Set         | Ott          | Nov          | Dic          | Inv      | Pri      | Est      | Aut      | Anno  |
| -------------------------- | ------------ | ------------ | ------------ | ----------- | ----------- | ----------- | ----------- | ----------- | ----------- | ------------ | ------------ | ------------ | -------- | -------- | -------- | -------- | ----- |
| T. max. media (°C)         | 2,6          | 5,5          | 13,6         | 22,0        | 29,0        | 34,4        | 35,8        | 34,0        | 27,8        | 20,3         | 10,6         | 4,0          | 4,0      | 21,5     | 34,7     | 19,6     | 20,0  |
| T. media (°C)              | −2,0         | 0,1          | 7,4          | 15,4        | 22,1        | 27,2        | 28,5        | 26,0        | 19,5        | 12,2         | 4,6          | −0,6         | −0,8     | 15,0     | 27,2     | 12,1     | 13,4  |
| T. min. media (°C)         | −5,8         | −4,4         | 2,0          | 8,9         | 14,6        | 19,1        | 20,6        | 18,0        | 11,7        | 5,3          | −0,3         | −4,5         | −4,9     | 8,5      | 19,2     | 5,6      | 7,1   |
| T. max. assoluta (°C)      | 22,0 (1979)  | 31,0 (1981)  | 32,8 (2018)  | 38,0 (1997) | 43,1 (2021) | 43,5 (2001) | 47,0 (1975) | 46,4 (1983) | 41,0 (1997) | 35,3 (1989)  | 28,0 (1979)  | 21,0 (1980)  | 31,0     | 43,1     | 47,0     | 41,0     | 47,0  |
| T. min. assoluta (°C)      | −26,1 (1950) | −26,1 (1951) | −17,2 (1951) | −6,1 (1960) | 1,1 (1960)  | 6,1 (1951)  | 10,0 (1955) | 5,0 (1978)  | −1,0 (1973) | −10,8 (1987) | −20,0 (1950) | −27,8 (1952) | −27,8    | −17,2    | 5,0      | −20,0    | −27,8 |
| Precipitazioni (mm)        | 19           | 23           | 27           | 24          | 20          | 7           | 3           | 2           | 4           | 12           | 20           | 24           | 66       | 71       | 12       | 36       | 185   |